# 安德里亞·索拉里

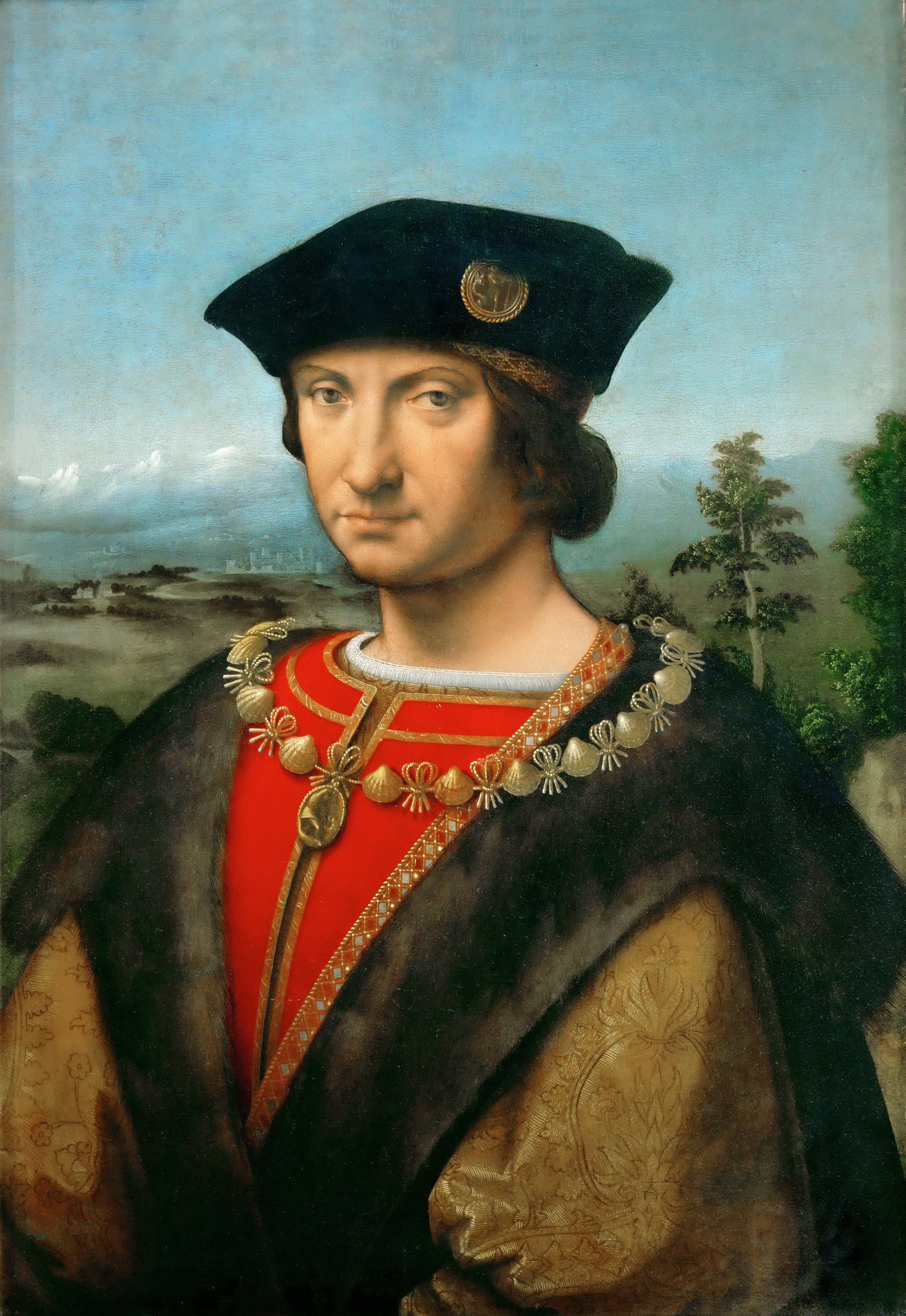
《昂布瓦斯的查理二世像》，1507，板面油畫，盧浮宮博物館

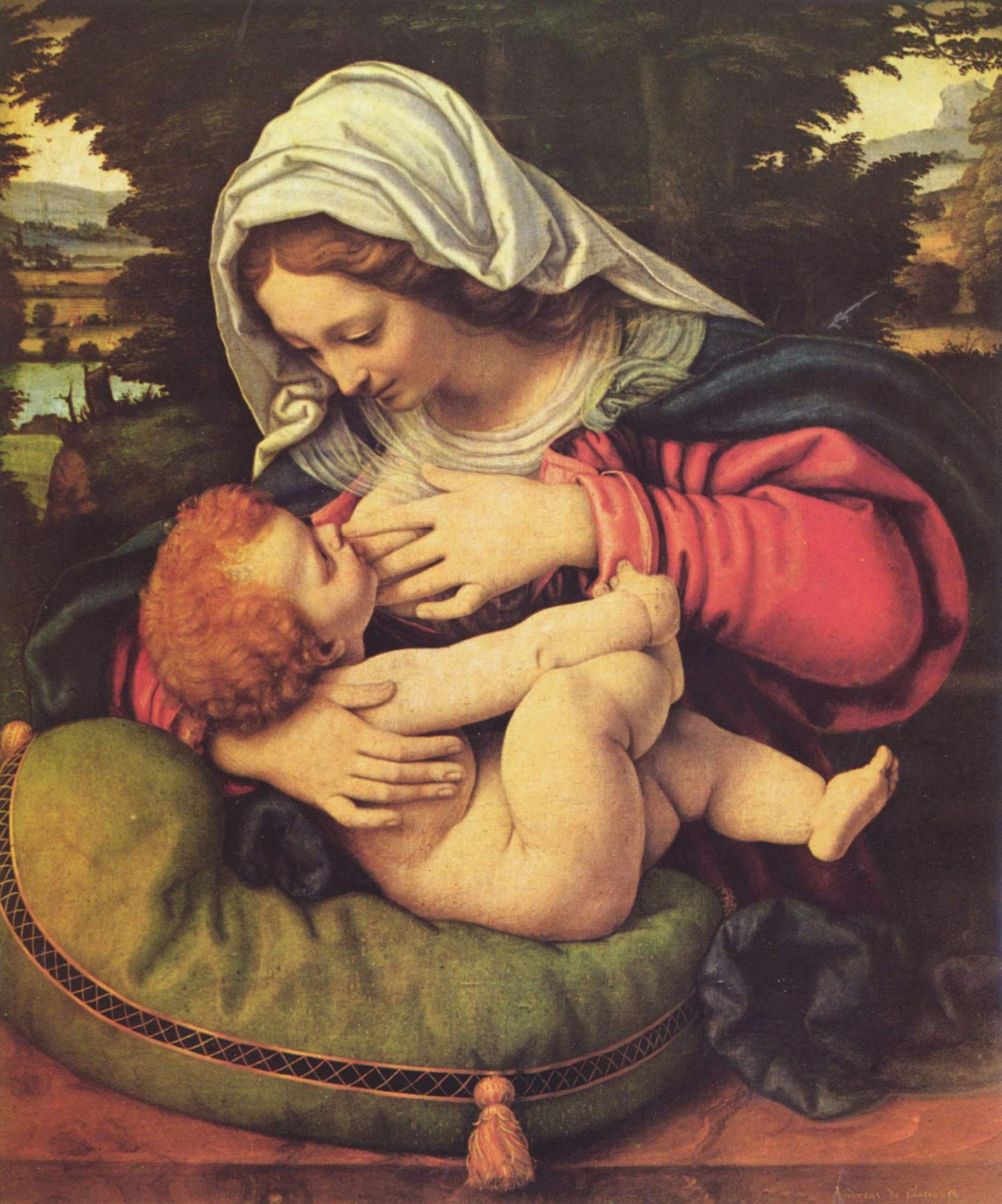
《綠色墊子的聖母》，1507-10，板面油畫，盧浮宮博物館

安德里亞·索拉里（Andrea Solari，1460-1524），也稱索拉里奧（Solario) 是意大利文藝復興時期的一位畫家，其作品現在還有許多存留於世，收藏在巴黎盧浮宮、米蘭和威尼斯等地。

## 生平
安德里亞出生於米蘭，是達芬奇的追隨者，其兄弟克里斯托佛·索拉里（Cristoforo Solari）是一位雕塑家和建築師。1490年兄弟二人前往威尼斯，在此地受安托內羅·達·梅西那教導，隨後活躍于威尼斯。1507年安德里亞帶著介紹他給安博瓦茲樞機主教的信函前往法國，並在蓋隆的一所小教堂中畫了兩年壁畫。他在返回意大利之前可能還去過法蘭德斯。1515年回到意大利，1576年在繪製最後一幅作品、祭壇畫《聖母升天》時逝世，該作品也未能完成。